# Isidoro Sota
Isidoro Sota García (4 febbraio 1902 – 8 dicembre 1976) è stato un calciatore messicano, di ruolo portiere.

## Carriera
Con la Nazionale messicana ha preso parte ai Mondiali 1930.